# تشيكو وجيبسيس
تشيكو وجيبسيس بالإنجليزية (Chico & the Gypsies) وتعني تشيكو والغجر أو الصغير والغجر، وهي فرقة موسيقية بإقاعات وفنون الجيبسي الغجرية، أسسها جلول بوشيخي (تشيكو) ذو الأصول المغربية لأبوين أم جزائرية وأب مغربي من مدينة وجدة، تعتمد الفرقة لون موسيقى الفلامنكو المعروف لدى غجر إسبانيا الخيتانوس، الذي تلمس فيه نفحة فنية من الجنوب الأندلسي، الذي تطبعه اللهجة الأندلسية من الجنوب الإسباني، كما تمزج الفرقة أحياناً بين إيقاعات البوب اللاتينية وايقاعات الروك، بقيادة جلول بوشيخي (تشيكو)، الذي أسسها بعد أن انفضت حوله فرقة ملوك الغجر جيبسي كينغز التي أسسها، وأطلق عليها اسم «ملوك الغجر» سنة 1983، وهي أشهر فرق الفلامنكو على الإطلاق. بعد خلافات مع أصدقاء الطفولة وأعضاء الفرقة، ليشكل فيما بعد فرقة «شيكو وجيبسيس».

## أعضاء المجموعة

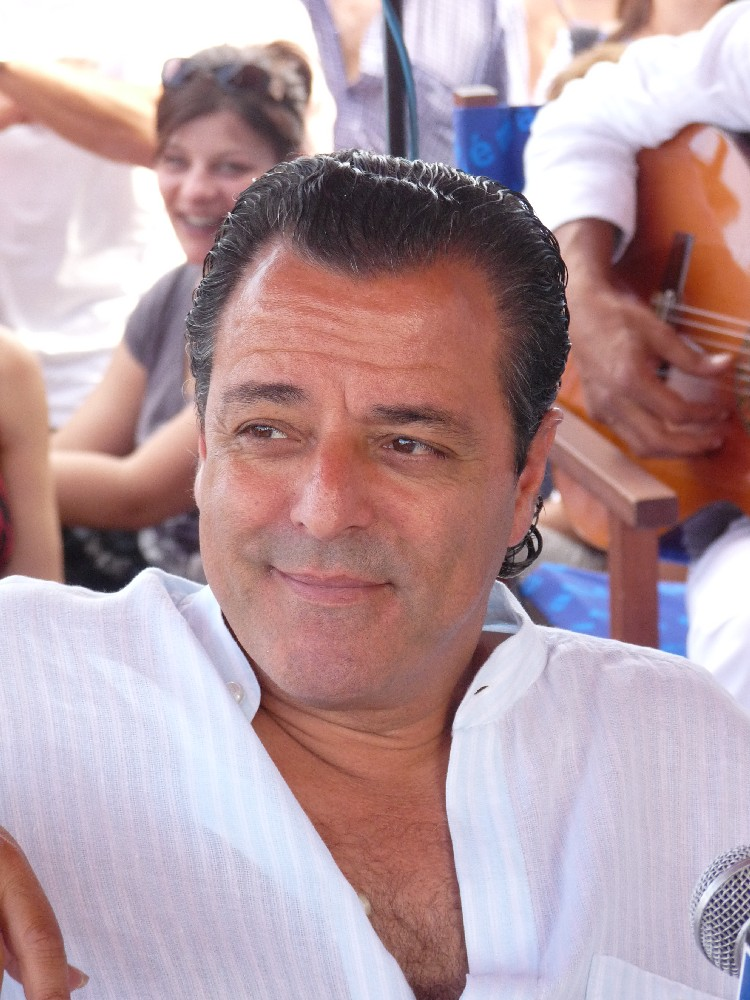
جلول بوشيخي (تشيكو) عضو ومؤسس مجموعة تشيكو وجيبسيس بعد الإنفصال عن مجموعة جيبسي كينغ

- جلول بوشيخي (تشيكو): القيثارة، والمنشد الرئيسي.
- جوزيف (جوزيه الغجر) غوتييه - عازف القيثارة، ومنشد رئيسي منذ عام 2005.
- كريستوف كيما بالياردو - عازف قيثارة منفرد. وهو الابن الأصغر للفنان الموسيقي مانيتاس دي بلاتا (Manitas de Plata)
- جان (تين) فار - عازف قيثارة
- جان كلود مونين فيلا: عازف قيثارة، ومنشد.
- آلان باباتو بورغيت: عازف قيثارة، ومنشد
- جان بيير «ري» كاركو بالياردو: عازف قيثارة، هو ابن الفنان (ابن هيبوليت بالياردو (Hippolyte Baliardo)، وابن شقيق الفنان مانيتاس دي بلاتا.
- مانولو خيمنيز: مغني وعازف قيثارة. وهوالمغني الرئيسي السابق- لمجموعة «صوت الغجر».

## فهرسة الأغاني

### ألبومات
- تنكو تنكو Tengo Tengo
- فاكبوندو Vagabundo (1996)
- راحل Nomade(1998)
- بامبوليو Bamboleo (2003)
- الأسطوانة الذهبية (2004)
- الحرية (2005)
- سويرتي (Suerte (2008)
- العيش في أولمبيا (2010)
- تشيكو والغجر يغنون لتشارلز أزنافور (2011)
- شيكو والغجر.. والأصدقاء (2012)
- العيد (2013)

### أداء فردي
- الغجري - شيكو والغجر. أداء دانيال كيشار (2012)
- طريقي - شيكو والغجر. أداء. باتريك فيوري (2012)
- حب أحبائي (Amor de mis amore) (2013)
- برومبو بيروPorompompero (2013)
- مارينا (1996)(Marina)
- يارايح (1998) (NomadeYa Rayah)